# 광교호수중학교
광교호수중학교(光敎湖水中學校)는 대한민국 경기도 수원시에 있는 공립 중학교이다.

## 연혁
- 2020년 9월 1일 : 개교 (중등 27학급, 특수 1학급)

## 참고 자료
- 광교호수중학교 - 한국교육학술정보원 학교알리미